# Metro w Ałmaty
Metro w Ałmaty – system metra w Ałmaty, będący jedynym systemem kolei podziemnej w Kazachstanie. Został on uruchomiony w 2011 i składa się z jednej linii o długości 10,3 km, na której zlokalizowanych jest 9 stacji pasażerskich. Ponadto w systemie pracuje jedna stacja techniczna.

## Historia
W 1978 został opracowany plan rozwoju miasta Ałma-Ata, który obejmował budowę metra. W czerwcu 1981 plan ten został zatwierdzony przez władze Kazachskiej SRR i w 1984 rozpoczęto prace przygotowawcze. W 1988 instytuty Mietrogiprotrans z Moskwy i Lenmietrogiprotrans z Leningradu opracowały projekt zakładający budowę jednej linii o długości 7,5 km z 8 stacjami. 7 września 1988 powstał pierwszy wykop, jednak rozpad ZSRR w 1991 i uzyskanie niepodległości przez Kazachstan były powodem wstrzymania finansowania inwestycji przez Moskwę. Nowe państwo było pogrążone w kryzysie ekonomicznym, dlatego budowa kolei podziemnej nie została uznana za sprawę priorytetową i wstrzymano ją.
W latach 90. XX w. poszukiwano wykonawców linii. Wybierane podmioty wymagały za każdym razem gwarancji rządu na udzielenie kredytu na budowę od władz centralnych, co w połączeniu z dalekowschodnim kryzysem finansowym w 1998 odczuwanym także przez kraje byłego ZSRR, nie skutkowało wznowieniem robót. Po 2000 nastąpiła poprawa sytuacji ekonomicznej Kazachstanu, dzięki której w lutym 2003 prezydent państwa Nursułtan Nazarbajew zatwierdził plan budowy ałmackiego metra zakładający oddanie pierwszego odcinka w 2008.
W 2005 wznowiono prace nad pierwszą linią metra w Ałmaty. Jej tunele wykonało tureckie konsorcjum Eko-Uzman z wykorzystaniem tarcz TBM produkcji Herrenknecht z Niemiec. Drążono 200–300 m tunelu miesięcznie, w związku z czym pierwotny termin został przesunięty najpierw na 2009, a następnie na 2011, czyli 20. rocznicę uzyskania niepodległości. Ostatecznie pierwszy odcinek pierwszej linii o długości całkowitej 8,56 km i eksploatacyjnej 7,61 km, ale z 7 stacjami, został oddany do użytku 1 grudnia 2011. Wraz z nim uruchomiona została stacja techniczna dzieląca nazwę ze stacją końcową Rajymbek batyr. Uroczystego uruchomienia dokonał prezydent Nazarbajew.
W 2011 rozpoczęto rozbudowę pierwszego odcinka. Najpierw wystartowała budowa w priorytetowym kierunku zachodnim obejmująca 2,8-kilometrowy odcinek z 2 stacjami, a niewiele potem w kierunku północnym rozpoczęto budowę odcinka o długości 8,62 km z 5 stacjami, który ma dotrzeć do stacji kolejowej Ałmaty-1.
18 kwietnia 2015 uruchomione zostało przedłużenie w kierunku zachodnim. W uroczystości ponownie brał udział prezydent kraju. W tym samym roku zawieszono w mieście komunikację tramwajową, którą miał zastąpić system metra. Mimo tego planu metro odgrywa niewielką rolę w obsłudze komunikacyjnej miasta ze względu na niewielki zasięg, brak pełnej integracji z innymi środkami transportu, małą częstotliwość (12 minut) i długi czas podróży (25 minut dla całej trasy). Rocznie korzysta z niego około 7 mln podróżnych.

### Chronologia
| Data             | Linia | Odcinek                 | Długość | Liczba stacji |       |
| ---------------- | ----- | ----------------------- | ------- | ------------- | ----- |
| 1 grudnia 2011   | 1     | Rajymbek batyr – Ałatau | 7,56 km | 7             | [ 4 ] |
| 18 kwietnia 2015 | 1     | Ałatau – Mäskeu         | 2,74 km | 2             | [ 7 ] |

## Plany
Do 2017 planowane jest wykonanie 3,1-kilometrowego przedłużenia linii od stacji Mäskeu do stacji Saryarka i Dostyk, a rok później ukończony ma zostać odcinek o długości 2,6 km łączący stację Dostyk i Kałkaman. Docelowo system metra w Ałmaty ma składać się z trzech linii, jednak nie określono terminu ukończenia projektu.

## Linie
| Linia | Trasa                   | Data otwarcia  | Długość | Liczba stacji |             |
| ----- | ----------------------- | -------------- | ------- | ------------- | ----------- |
| 1     | Rajymbek batyr – Mäskeu | 1 grudnia 2011 | 10,3 km | 9             | [ 4 ] [ 5 ] |

## Tabor
W trakcie budowy zaplanowano zakup 28 wagonów zestawionych w 7 pociągów 4-wagonowych. Jako potencjalni dostawcy pod uwagę brane były rosyjskie zakłady Mietrowagonmasz i Wagonmasz, kanadyjski Bombardier i koreański Hyundai Rotem. Ostatecznie w 2008 kontrakt powierzono Hyundaiowi.
Dostarczone pociągi o długości 77,8 m są jednoprzestrzenne i klimatyzowane. Każdy z nich może zabrać 160 pasażerów na miejscach siedzących oraz 780 osób stojących, co daje łączną pojemność 940 osób. Napęd stanowią silniki asynchroniczne, a prędkość maksymalna wynosi 80 km/h. Pojazdy wyposażono w system informacji pasażerskiej w języku kazachskim i rosyjskim.